# (268242) Pebble
(268242) Pebble est un astéroïde de la ceinture principale.

## Description
(268242) Pebble est un astéroïde de la ceinture principale. Il fut découvert le 4 mai 2005 à Haleakala par Jim Bedient. Il présente une orbite caractérisée par un demi-grand axe de 2,17 UA, une excentricité de 0,19 et une inclinaison de 4,4° par rapport à l'écliptique.

## Compléments